# Distrito Nacional
Distrito Nacional (španska izgovarjava: [disˈtɾito naθjoˈnal]) (»Narodno okrožje«, kratica D.N.) je provinca Dominikanske republike, ki obkroža glavno mesto države, Santo Domingo.  .Pred 16. oktobrom 2001 je bil Distrito Nacional precej obsežnejši, saj je obsegal tudi današnjo provinco Santo Domingo. Starejša statistika in zemljevidi pogosto prikazujejo številke in obseg province pred razdelitvijo. Znotraj nje ni podeželskih ali nerazvitih območij.

## Zanimivosti

### Poligono Central
Je osrednja četrt mesta Santo Domingo. Znotraj nje najdemo prestižne soseske, kot so Naco, Piantini in Paraiso, na tem območju pa se odvija tudi dobršen del finančnih dejavnosti mesta. 

### Osrednja vlada
V provinci se nahaja izvršna veja osrednje vlade, natančneje Predsednikova pisarna (Palacio Nacional), zgradba Narodnega kongresa (Congreso Nacional) in Vrhovno sodišče (Suprema Corte de Justicia). Tukaj se nahajajo tudi osrednje zgradbe Ministrstev države (Ministerios, bivši Secretarías de Estado).

### Ciudad Colonial
Ciudad Colonial (dobesedno "Kolonialno mesto") je prva naselbina Krištofa Kolumba in španskih raziskovalcev v Novem svetu. Znotraj nje najdemo različna zgodovinska obeležja, zaščitena pa je s strani UNESCA.

### Parki
Znotraj okrožja se nahaja več mestnih parkov. Največji izmed njih, Parque Mirador Sur, s pogledom na Karibsko morje iz visoke pečine nad ulico Avenida Mirador Sur (tudi Avenida de la Salud - Avenija zdravja) ima več kilometrov odprtih poti, ob kateri je možno piknikovanje, tek, kolesarjenje, rolanje in celo Kendo.
Druga zanimiva območja:
- Plaza de la Cultura Juan Pablo Duarte - Domovanje več narodnih muzejev, prizorišče Mednarodnega knjižnega sejma in sedež Narodnega gledališča. Narodni simfonični orkester pod vodstvom dirigenta Joséja Antonia Moline tukaj tudi redno prireja koncerte.
- Centro Olímpico Juan Pablo Duarte - Olimpijski objekt v središču mesta. Med več objekti izstopa Olimpijski stadion Félixa Sáncheza.
- Estadio Quisqueya - bejzbolski stadion, domači stadion dveh narodnih ekip: Tigres del Licey in Leones del Escogido. Prva je ekipa z največ zmagami v Karibski seriji.

### Trgovina
Tukaj najdemo ogromno trgovskih centrov, ki nam ponujajo mednarodno priznane znamke oblačil, elektronike, daril ipd. Pod eno streho se nahajajo banke, potovalne agencije, veleblagovnice, zobozdravstvene ambulante, brivnice in še bi lahko naštevali. 

### Šolanje
Na območju najdemo veliko število javnih in zasebnih šol, ki poučujejo v španščini in angleščini. Med javnimi univerzami je vredno omeniti prvo univerzo Amerike, Universidad Autónoma de Santo Domingo, ki se nahaja blizu južnega dela centra mesta. Kampus prve zasebne univerze, Pontificia Universidad Católica Madre y Maestra, je prav tako le streljaj stran.

## Prevoz

### Podzemna železnica Santo Domingo
V okrožju se nahaja prvi in edini sistem podzemnih železnic v državi. Prva linija povezuje Distrito Nacional z mestom Santo Domingo Norte.

### Javni prevoz
Javni prevoz mesta vključuje še: taksi službe, javne avtobuse, lokalna letališča in najemališča avtomobilov. Najbližje mednarodno letališče je Las Américas International Airport, ki se nahaja okrog 35 kilometrov stran od strogega centra mesta.

## Politika
V Senatu in Hiši predstavnikov države Distrito Nacional tako kot vse druge province zastopa en Senator (Senador) in po en Namestnik (Diputado) na 50,000 prebivalcev. Njena lokalna vlada je enaka kot tista provincialnih občin, zvezne vlade pa Distrito Nacional nima.

## Sektorji
Distrito Nacional je razdeljeno na soseske, imenovane sectores (sektorji) - nekakšna manjša mesta. Vsi sektorji so pod upravnim nadzorom Pisarne župana mesta Santo Domingo (síndico municipal).
Nekatere predpone sektorjev:
- Ciudad (mesto) - označuje starejše predele mesta, nekatera celo iz kolonialne dobe;
- Ensanche (dobesedno »razširitev«) - po navadi označuje novejše predele mesta.
- Villa - urbanizirani obronki glavnega mesta in province Distrito Nacional.

| Sektor                            | Prebivalstvo |
| --------------------------------- | ------------ |
| 24 de Abril                       | 75,674       |
| 30 de Mayo                        | 73,546       |
| Altos de Arroyo Hondo             | 86,424       |
| Arroyo Manzano                    | 120,457      |
| Atala                             | 98,563       |
| Bella Vista                       | 175,683      |
| Buenos Aires (Independencia)      | 56,846       |
| Cacique                           | 34,987       |
| Centro de Los Heroes              | 26,780       |
| Centro Olímpico Juan Pablo Duarte | 15,786       |
| Cerros de Arroyo Hondo            | 28,762       |
| Ciudad Colonial                   | 5,788        |
| Ciudad Nueva                      | 18,756       |
| Ciudad Universitaria              | 345,457      |
| Cristo Rey                        | 14,325       |
| Domingo Sabio                     | 10,146       |
| El Millón                         | 89,887       |
| Ensanche Capotillo                | 36,789       |
| Ensanche Espaillat                | 16,872       |
| Ensanche La Fé                    | 13,453       |
| Ensanche Luperón                  | 8,576        |
| Ensanche Naco                     | 17,842       |
| Ensanche Simón Bolívar            | 18,463       |
| Gazcue                            | 7,963        |
| General Antonio Duvergé           | 11,243       |
| Gualey                            | 10,747       |
| Honduras del Norte                | 10,542       |
| Honduras del Oeste                | 11,242       |
| Jardín Botanico                   | 3,142        |
| Jardín Zoologico                  | 4,253        |
| Jardínes del Sur                  | 9,814        |
| Julieta Morales                   | 7,234        |
| La Agustina                       | 10,457       |
| La Esperilla                      | 12,573       |
| La Hondonada                      | 14,575       |
| La Isabela                        | 6,865        |
| La Julia                          | 12,575       |
| La Zurza                          | 4,896        |
| Los Cacicazgos                    | 15,725       |
| Los Jardínes                      | 97,568       |
| Los Peralejos                     | 35,684       |
| Los Prados                        | 20,457       |
| Los Restauradores                 | 78,945       |
| Los Ríos                          | 27,563       |
| María Auxiliadora                 | 20,456       |
| Mejoramiento Social               | 19,753       |
| Mirador Norte                     | 20,465       |
| Mirador Sur                       | 20,211       |
| Miraflores                        | 76,862       |
| Miramar                           | 59,876       |
| Nuestra Señora de la Paz          | 98,961       |
| Nuevo Arroyo Hondo                | 123,501      |
| Palma Real                        | 101,543      |
| Paraíso                           | 75,862       |
| Paseo de los Indíos               | 28,951       |
| Piantini                          | 59,753       |
| Puerto Isabela                    | 56,513       |
| Punta Caucedo                     | 17,643       |
| Quisqueya                         | 12,454       |
| Renacimiento                      | 20,145       |
| San Carlos                        | 13,456       |
| San Diego                         | 9,864        |
| San Geronimo                      | 8,634        |
| San Juan Bosco                    | 14,352       |
| Tropical Metaldom                 | 10,421       |
| Viejo Arroyo Hondo                | 38,964       |
| Villa Consuelo                    | 28,621       |
| Villa Francisca                   | 50,185       |
| Villa Juana                       | 29,765       |